# Alessandro Gilioli

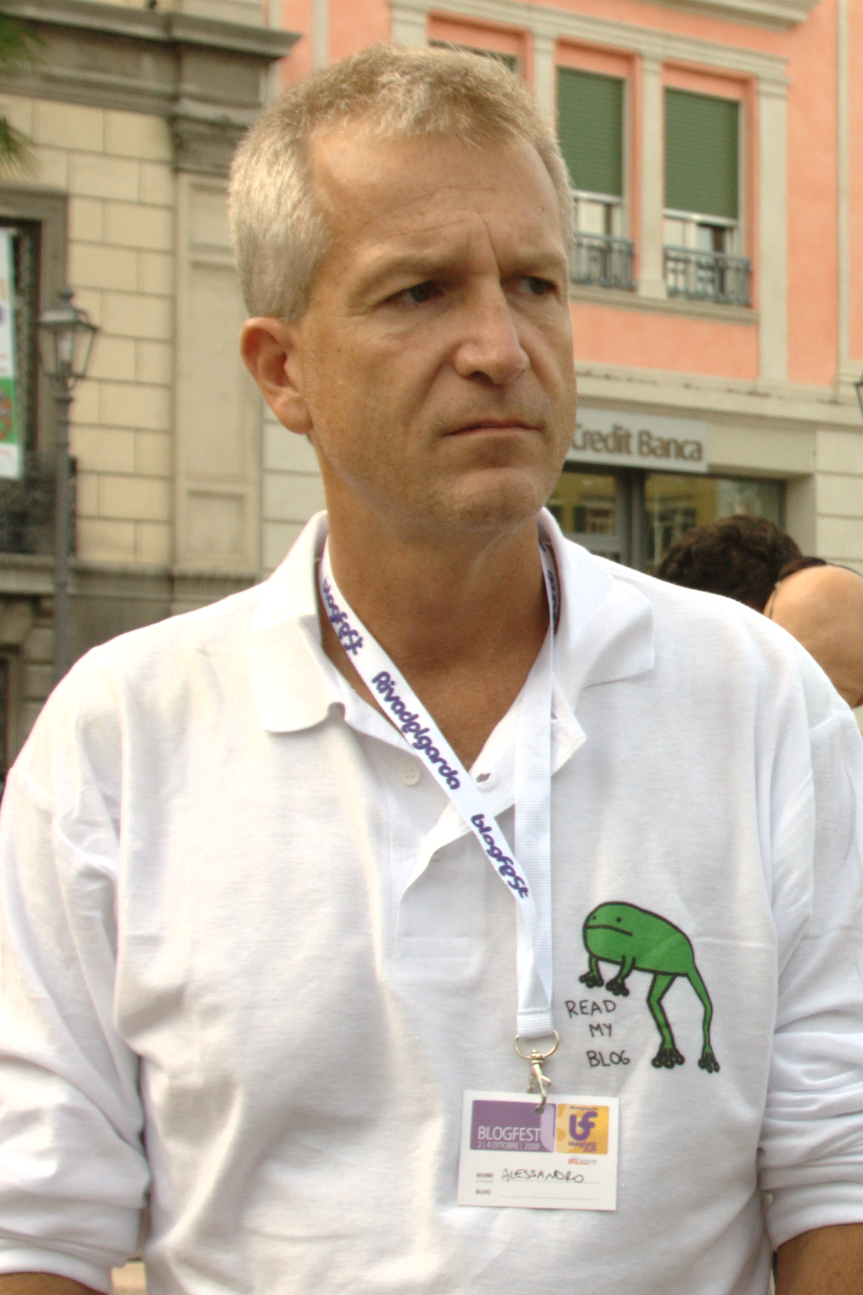
Alessandro Gilioli a Riva del Garda per il Blogfest 2009 durante un'intervista a Sanbaradio

Alessandro Gilioli (Milano, 28 febbraio 1962) è un giornalista italiano già direttore di Radio Popolare dopo essere stato vicedirettore de l'Espresso, per cui ha curato anche il blog Piovono Rane.

## Biografia
Nato a Milano nel 1962, nipote dello scrittore antifascista Gilberto Gilioli, laureato in Filosofia alla Statale di Milano, è un giornalista professionista dal 1987, ha lavorato per La Domenica del Corriere (1986 - 1987), Sette (1987 - 1989), Il Giornale (1989 - 1991), L'Europeo (1991 - 1995), Campus e Class (1995), Gulliver (1995-1999) e HappyWeb (1999-2002). Dal 2002 al 2020 ha lavorato a L'Espresso di cui è stato anche vicedirettore dal 2017.
Nel 2009 è stato fra i promotori della Carta dei cento per il libero Wi-Fi ed ha parlato sul palco del No Berlusconi Day.
Grazie al suo blog ha vinto nel 2009 il Premio per il miglior Blog Giornalistico, nel 2010 il Premio Blogger dell'anno, nel 2011 il Premio per i miglior Blog d'opinione e nel 2012 il Premio per il Miglior Post ai Macchianera Blog Awards.
Dal 1º gennaio 2021 al 31 dicembre 2023 è stato direttore di Radio Popolare.

## Opere
- Forza Italia: la storia, gli uomini, i misteri, Arnoldi 1994
- Cattivi capi, cattivi colleghi (con Renato Gilioli), Mondadori 2000
- Stress economy (con Renato Gilioli), Mondadori 2001
- Basta perdere. Ventuno scrittori raccontano la loro insana passione per l'Inter (con Tommaso Pellizzari), Limina 2002
- Premiata macelleria delle Indie, Rizzoli 2007
- I nemici della Rete (con Arturo Di Corinto), Rizzoli 2010
- Bersani ti voglio bene, 40k 2012
- Chi ha suicidato il PD, Imprimatur 2013
- La diaspora. Dov'è oggi la sinistra italiana, Imprimatur 2014
- Meglio se taci (con Guido Scorza), Baldini&Castoldi 2015
- Un futuro gioioso davanti. Il caso Pifferi: inchiesta su una storia sbagliata, Nutrimenti 2025 [11]